# Bulbul fumat de Moheli
El bulbul fumat de Moheli (Hypsipetes moheliensis) és una espècie d'ocell de la família dels picnonòtids (Pycnonotidae). És endèmic de l'illa de Mohéli, a les Comores. Els seus hàbitats principals són els boscos tropicals i subtropicals de frondoses humits de les terres baixes i de l'estatge montà i les àrees forestals fortament degradades. El seu estat de conservació es considera en perill d'extinció.